# کتاب صفنیا
کتاب صفنیا (به انگلیسی: Book of Zephaniah) (به عبری: צְפַנְיָה) نهمین کتاب، از دوازده کتاب پیامبران کهین است. این کتاب بعد از کتاب حبقوق و قبل از کتاب حجی قرار دارد.

نام صفنیا به این معنی است که «یهوه او را پنهان ساخته/از او محافظت کرده.»

## تألیف و تاریخ

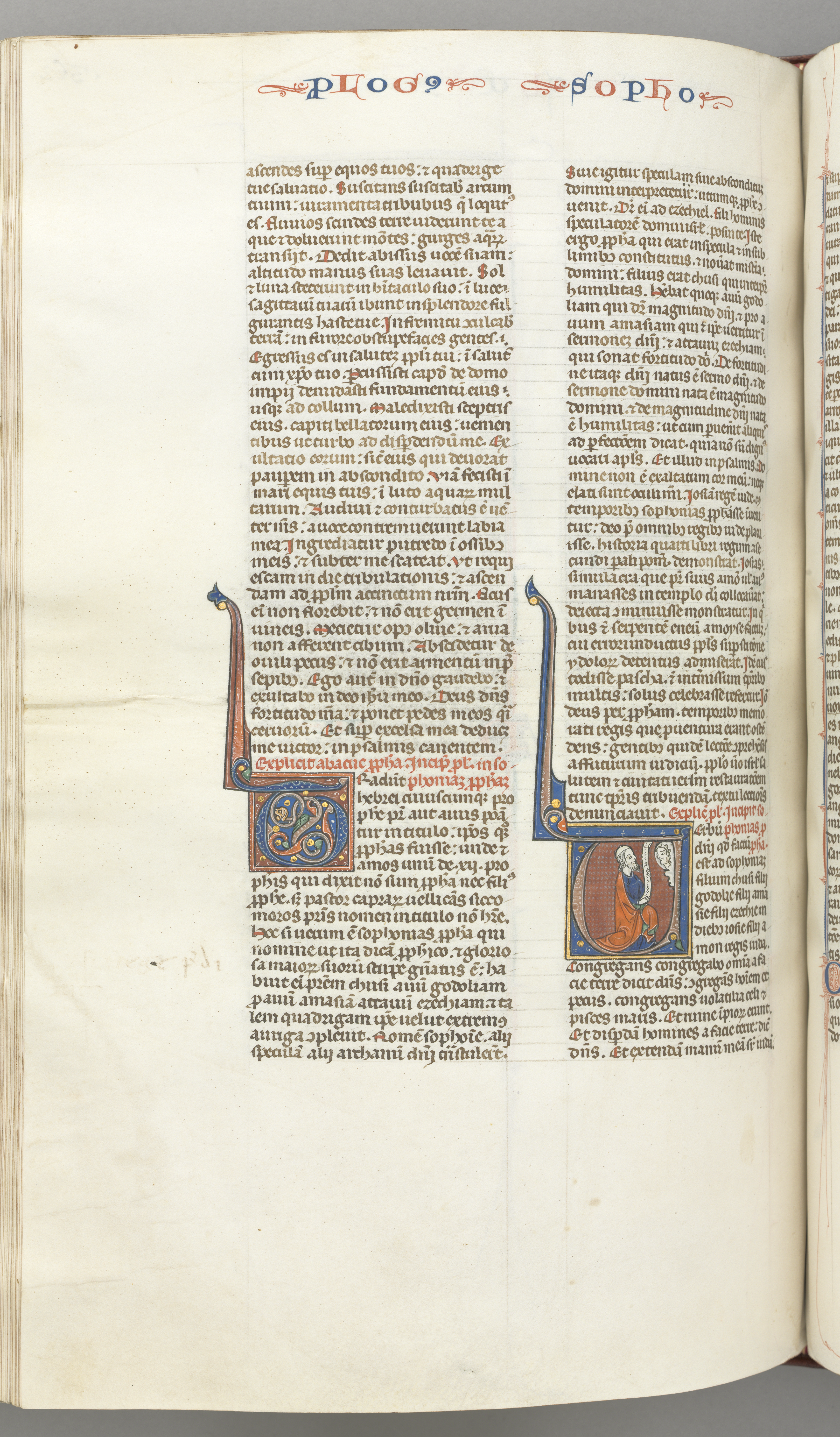
کتاب مقدس لاتین قرن سیزدهم، احتمالاً از تولوز، با بخشی از کتاب صوفانیا (لاتین صوفانیا)

سر دفتر این کتاب ویژگی‌های مؤلف آن نوشته شده است: «صفنیا پسر کوشی پسر جدالیا پسر امری پسر حزقیا، در روز پسر شاه جوزایا پسر آمون یهودا» و تمام اطلاعات شناختی به دست آمده از این متن می‌آید.

نام کوشی، پدر صفنیا، به معنای «کوشتیل» یا «اهل اتیوپی» است و متن صفنیا به گناه و ترمیم اتیوپیایی اشاره دارد. در حالی که برخی از این نتیجه رسیدند که صفنیا یک یهودی سیاه بود. اهود بن زوی معتقد است که، بر اساس شواهد، کوشی باید به جای شاخصی از ملیت، به عنوان یک نام شخص، درک شود.
ابراهیم بن عزرا، نام حزقیا در سر دفتر را به عنوان حزقیا پادشاه یهودا تفسیر می‌کند، هرچند که این ادعا در متن صفنیا نیست.
مانند بسیاری از پیامبران دیگر هیچ مدرک خارجی به‌طور مستقیم از ارتباط کتاب با پیامبری به نام صفنیا وجود ندارد. برخی از محققان، مانند کنت هارولد ریچاردز و جیسون دِروچی، متوجه شده‌اند کلمات صفنیا منعکس‌کننده زمانی در اوایل سلطنت شاه جوزایا (۶۴۰–۶۰۹ پیش از میلاد) قبل از اصلاحات اش از ۶۲۲ سال پیش از میلاد کامل صورت گیرد، است که در این صورت امکان دارد پیامبر در زمان سلطنت منسی یهودا متولد شده باشد. (۶۹۸/۶۸۷–۶۴۲ پیش از میلاد). دیگران قبول دارند که برخی بخش‌ها از کتاب بعد از سلطنت است، متعلق به بعد از سال ۵۸۶ پیش از میلاد، زمانی که پادشاهی یهودا در محاصره اورشلیم سقوط کرد.
برخی از آنان که در نظر گرفته‌اند این کتاب به تا حد زیادی توسط یک صفنیای تاریخی نوشته شده است، به دلیل تمرکز مشابه هر دو کتاب بر فساد و بی عدالتی در یهودا، پیشنهاد کرده‌اند که او ممکن است از یکی از شاگردان اشعیا باشد.